# Masao Sugimoto
 (juin 2021).
Masao Sugimoto (杉本 雅央, Masao Sugimoto) est un footballeur japonais né le 26 juin 1967 dans la préfecture de Shizuoka au Japon.